# Передзлочинність
Передзлочинність (або передзлочинність ) — це концепція, яка передбачає можливість прогнозування та запобігання злочину ще до його вчинення. Термін уперше ввів письменник-фантаст Філіп К. Дік, і сьогодні він все частіше з'являється в науковій літературі як інструмент для аналізу та критики сучасних підходів до систем кримінального правосуддя. Ці підходи акцентують увагу не на вже скоєних злочинах, а на потенційних загрозах, які можуть бути втілені певними індивідами. Передзлочинність фокусується на ідентифікації та нейтралізації осіб, які, на думку системи, становлять потенційну небезпеку. Це може включати покарання, ізоляцію, обмеження свобод або інші форми втручання до фактичного вчинення злочину. У своїй суті цей термін - часовий парадокс: злочин ще не стався, але вважається неминучим, а його запобігання — виправданим заходом.

## Витоки поняття
У своєму романі-антиутопії «1984» Джордж Орвелл ввів схоже поняття «думкозлочин», який описує протизаконні думки та погляди, що становлять потенціальну загрозу державному ладу. Головна різниця між двома термінами - абсолютна заборона антидержавних ідей та емоцій, ігноруючи відсутність факту реальної діти проти влади. Окрім цього, Орвелл також описував дії та рішення урядів його часів, а також екстраполював їх, тому його ідеї самі коренилися в реальній політичній історії та поточних подіях. У повісті Філіпа Діка «Звіт меншості», предзлочин - назва органу кримінального правосуддя, чия місія - визначення та знищення людей, які здійснять злочин у майбутньому. Робота агентства базується на існуванні "провів", тріо «овочеподібних» істот, чиє «кожне незв’язне висловлювання» аналізується комп’ютером з перфокартою . Андертон, керівник агентства Precrime, пояснює переваги цієї процедури так: «у нашому суспільстві немає серйозних злочинів... але у нас є табір, повний потенційних злочинців». Він попереджає про основний юридичний недолік передзлочинної методології: «Ми беремо осіб, які не порушили жодного закону».
Ця концепція була привернута до широкої уваги завдяки фільму Стівена Спілберга «Особлива думка», який був створений за мотивами цієї історії. Подібну концепцію має японський аніме-серіалPsycho-Pass . 

## У кримінологічній теорії
Передзлочинність у кримінології бере свій початок із позитивістської школи кінця XIX століття, зокрема з ідей Чезаре Ломброзо. Він вважав, що існують «природжені злочинці», яких можна ідентифікувати за певними фізичними характеристиками ще до того, як вони вчинили злочин. Біологічні, психологічні та соціологічні підходи кримінологічного позитивізму значно вплинули на кримінальну політику початку XX століття. Для природжених злочинців, кримінальних психопатів і небезпечних рецидивістів часто пропонували покарання, що мали на меті їхнє усунення: смертна кара, довічне ув'язнення або навіть кастрація.
Подібні підходи підтримував рух соціального захисту, а в сучасному контексті вони знайшли відображення у тому, що часто називають «новою кримінологією» або «актуарним правосуддям». Ці моделі підходять до злочинності з позиції ризик-менеджменту та превентивних заходів. Водночас концепція «передзлочинності» або «суспільства безпеки» ставить питання про необхідність радикально нових підходів у кримінології.

## Перевірка на передзлочинність
Психіатр Річарда Ніксона, Арнольд Гутшнекер, у своєму меморандумі до президента запропонував провести масові тести на «передзлочинність» серед дітей і помістити підтверджених неповнолітніх у «табори». Гутшнекер, біженець із нацистської Німеччини та гучний критик Гітлера, відкинув тлумачення своєї ідеї як підтримки створення нацистських концтаборів та відповів:
«Саме саме термін «табір» був перекручений. Моє використання цього слова сягає 1936 року, коли я прибув до Сполучених Штатів і провів літо лікарем у дитячому таборі. Саме той досвід, пасторальна атмосфера, а також заходи, що проводилися там, надихнули мене використати це слово «табір»».

## У кримінально-правовій практиці
Сучасна система кримінального правосуддя все більше зайнята розвитком механізму передбачення загроз і є антитезою традиційної системи кримінального правосуддя. Традиційна система кримінального правосуддя та покарання передбачають наявність доказів скоєного злочину. Цей освячений часом принцип порушується, коли покарання призначається «за злочин, який не був здійсненим».  Сьогодні яскравим прикладом цієї тенденції є «nachträgliche Sicherungsverwahrung» або «превентивне тримання під вартою», яка стала альтернативою покарання в кримінальному законодавстві Німеччини у 2004 році. Цей «захід безпеки» може бути прийнятий наприкінці тюремного ув’язнення на суто прогностичній основі. У Франції подібний підхід було запроваджено у 2008 році як «rétention de sûreté» (затримання під вартою). У 2009 році Європейський суд з прав людини визнав цей підхід порушуючим Європейську конвенцію з прав людини. Однак у Німеччині її ніколи повністю не скасовували, і навіть передбачається прийняття нового законодавства, яке продовжить цю практику під новою назвою «Therapieunterbringung» (утримання під вартою для лікування). Подібне положення про адміністративне затримання на невизначений термін було знайдено у фінському кримінальному законодавстві, але після середини 1970-х років воно не застосовувалось.  Передзлочинність є найбільш очевидною та просунутою, в контексті боротьби з тероризмом, мірою, хоча стверджується, що це далеко не протидія тероризму, а каталізатор майбутньої протиправної дії, яку вона має на меті запобігти.
У 2020 році газета Tampa Bay Times порівняла програму передзлочинного розкриття офісу шерифа округу Паско з фільмом Особлива думка, посилаючись на всеосяжне спостереження за підозрюваними та неодноразові відвідування їхніх домівок, шкіл і місць роботи. 

## Сучасні методики
Зараз існує спеціалізоване програмне забезпечення для прогнозування злочинів шляхом аналізу даних. Цей тип програмного забезпечення дозволив правоохоронним органам формувати прогнози щодо злочинної поведінки та визначати потенційні сценарії злочину на основі даних про них. Однак програмне забезпечення для прогнозування злочинів також зазнало жорсткої критики з боку науковців, груп із захисту конфіденційності та громадянських свобод через занепокоєння щодо відсутності доказів та порушення фундаментальні принципів презумпції невинуватості та свободи волі індивіда. Інша критика цього програмного забезпечення полягає в тому, що алгоритми прогнозування злочинів часто виконується за расовою та національною ознакою. Це потенційно може змусити правоохоронні органи приймати рішення та прогнози, спрямовані проти національних меншин та позначення їх як головних злочинців. 
Широко використовувана програма оцінки кримінального ризику під назвою COMPAS (Correctional Offender Management Profiling for Alternative Sanctions) використовувався поліцією та суддями для прогнозування ризику рецидиву серед понад 1 мільйона правопорушників з моменту його розробки у 1998 році. Програмне забезпечення передбачає ймовірність того, що засуджений злочинець повторно вчинить злочин протягом наступних двох років на основі даних, включаючи 137 фізичних характеристик особи та минулі судимості . Дослідження, опубліковане в Science Advances двома дослідниками, показало, що група випадково набраних з вулиці людей можуть передбачити, чи буде скоїть колишній злочинець новий злочин із приблизно з 67-відсотковою точністю - показником, який надзвичайно схожий на результати COMPAS. І хоча система COMPAS не враховує расу злочинців, дослідження, проведене в окрузі Бровард, штат Флорида, виявило значні расові розбіжності в прогнозах, що надає це програмне забезпечення. Результати дослідження показали, що чорні підсудні, які не вчинили повторно злочин після винесення вироку, були помилково передбачувані програмним забезпеченням COMPAS рецидиву в 44,9%, на відміну від білих обвинувачених серед яких тільки 23,5% пішли б на нове скоєння злочину. Дослідження прийшло до висновку, що програмне забезпечення COMPAS явно завищує ризик рецидиву по відношенню до темношкірих осіб, водночас занижуючи ризик рецидиву щодо їхніх білих колег.

## Дивіться також
- Вигадані спецоперації Бюро алкоголю, тютюну, вогнепальної зброї та вибухових речовин
- Habeas corpus
- Втрата дієздатності (пенологія)
- Стадії скоєння злочину
- Політика прогнозу злочину
- Презумпція невинуватості
- Превентивне затримання
- Думкозлочин
- Повна інформаційна обізнаність